# شیور
شهر شیور (به فرانسوی: Chièvres) در شهرستان ات  در استان انو  در منطقه فدرال والوون در کشور بلژیک واقع شده‌است.